# Борго Верчели
Бо̀рго Верчѐли (на италиански: Borgo Vercelli; на пиемонтски: Borghi, Борги) е село и община в Северна Италия, провинция Верчели, регион Пиемонт. Разположено е на 126 m надморска височина. Населението на общината е 2250 души (към 2014 г.).